# Escorça (anatomia vegetal)

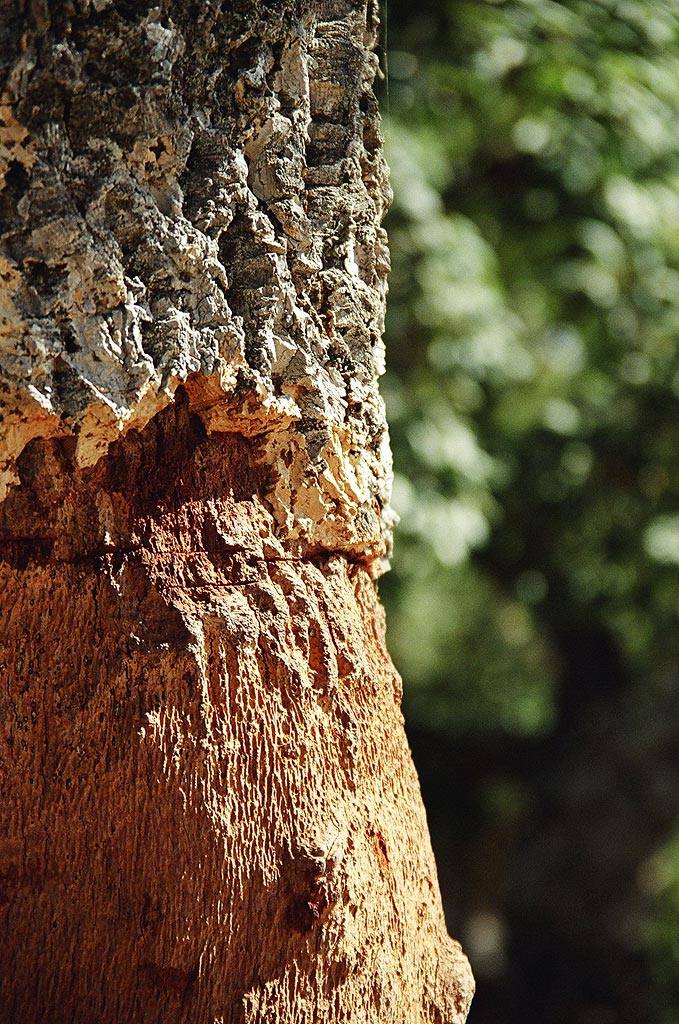
L'escorça de la surera, enguixida per a protegir del foc el tronc i les branques, és el suro.

Diagrama representant una secció d'un tronc
d'arbre:
1. Medul·la
2.
Duramen
3. Albeca
4. Càmbium
5.
Floema
6. Escorça

L'escorça o corfa és la part externa de l'arrel, el tronc i les branques de les plantes llenyoses.
També es tracta de la coberta externa i dura d'algunes fruites.
En alguns casos es formen unes protuberàncies, que reben el nom de bossoga.
L'escorça està formada per les capes més externes de la tija de les plantes i de les arrels de les plantes llenyoses. Tenen escorça, entre d'altres, els arbres, les plantes enfiladisses llenyoses i els arbusts. L'escorça es refereix a tots els teixits vegetals fora del cambium vascular i no és un terme tècnic.
Entre els productes, d'utilització humana, que deriven de l'escorça s'inclouen les espècies i altres saboritzants, tanins, resines, làtex, medicines, diversos verins, al·lucinògens, i el suro. L'escorça s'ha utilitzat per a fer vestits, canoes, cordes i com a superfície per a pintar-hi o fer mapes.
Per extensió la pela corretjosa dels melons i síndries també rep el nom d'escorça.

## Descripció botànica

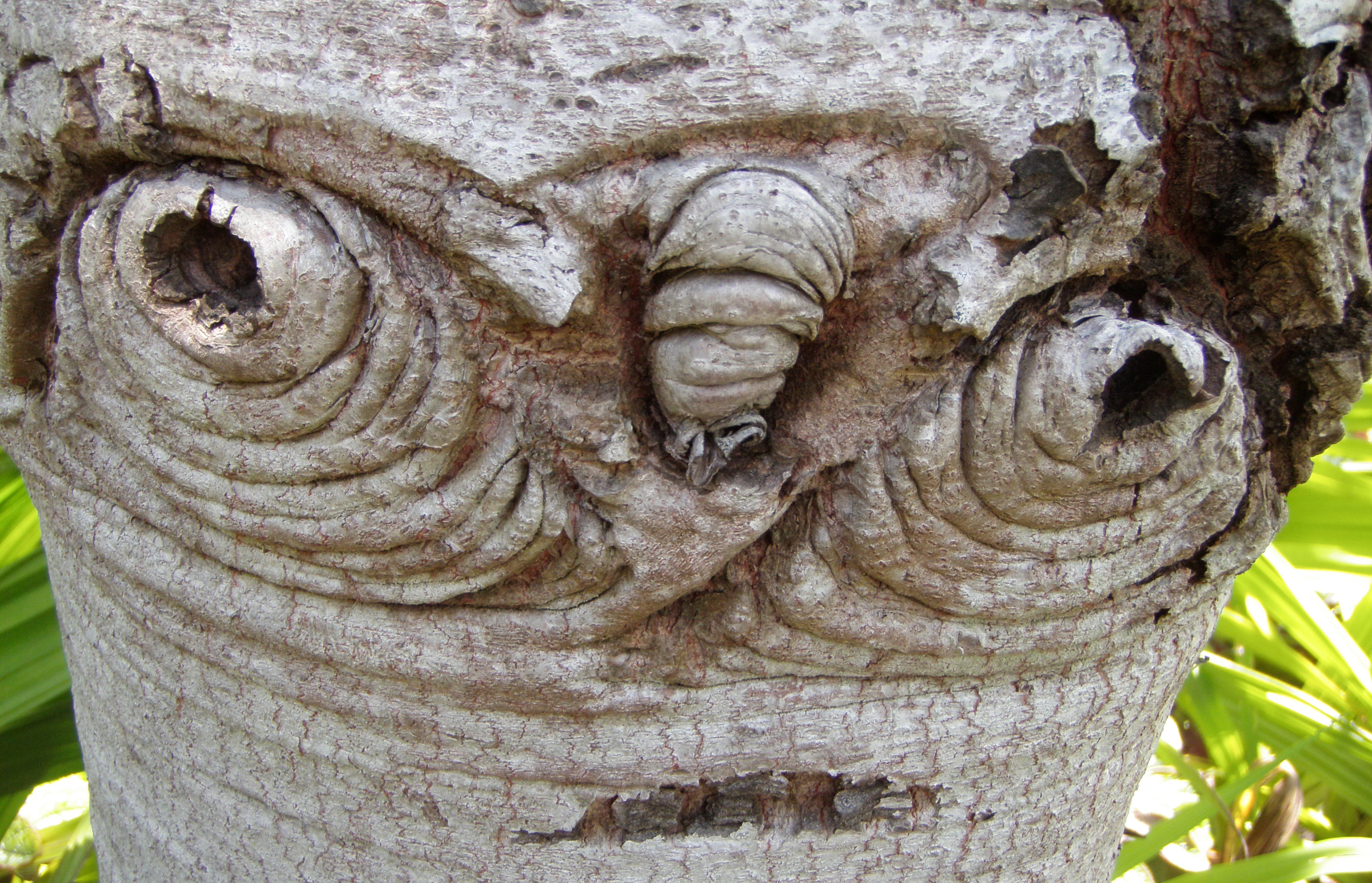
Escorça de Leucadendron argenteum

Allò que normalment s'anomena escorça inclou un nombre de teixits vegetals diferents. El suro és un teixit secundari externs que és impermeable a l'aigua i als gasos i també s'anomena fel·lema El suro el produeix el cambium del suro (també anomenat fel·logen) el qual és una capa de cèl·lules actives meristemàticament. Junts el fel·lema, el fel·logen i el fel·loderma (que no sempre es forma i que és una capa de cèl·lules formada cap a l'interior pel cambium de suro) formen el periderma.